# Trennon Paynter
Trennon Paynter (* 6. Januar 1970 in Sydney) ist ein ehemaliger australischer Freestyle-Skier. Er startete in den Buckelpisten-Disziplinen Moguls und Dual Moguls.

## Werdegang
Paynter nahm von 1994 bis 1998 vorwiegend am Nor-Am-Cup teil. Dabei holte er vier Siege und gewann in der Saison 1997/98 die Dual-Moguls-Disziplinen Wertung. Zudem kam er in der Saison 1996/97 auf den dritten Platz in der Dual-Moguls-Disziplinen Wertung und auf den zweiten Rang in der Moguls-Wertung. Erstmals im Weltcup startete er im Dezember 1995 in Tignes und kam dort auf den 49. Platz im Moguls sowie auf den neunten Rang im Dual Moguls. In der Saison 1998/99 sprang er im Weltcup viermal unter die ersten Zehn und erreichte im Whistler-Blackcomb mit dem fünften Platz seine beste Platzierung. Außerdem wurde er bei den Weltmeisterschaften 1999 in Meiringen-Hasliberg Neunter im Moguls und belegte zum Saisonende den 28. Platz im Gesamtweltcup, den 18. Rang im Dual-Moguls-Weltcup sowie den 13. Platz im Moguls-Weltcup. In der Saison 1999/2000 errang er im Weltcup drei Top-Zehn-Platzierungen und erreichte mit dem 11. Platz im Dual-Moguls-Weltcup sein bestes Gesamtergebnis. In den folgenden Jahren belegte er bei den Weltmeisterschaften 2001 in Whistler den 17. Platz im Dual Moguls und bei den Olympischen Winterspielen 2002 in Salt Lake City den 23. Rang im Moguls. Letztmals am Weltcup nahm er im Januar 2004 in Fernie teil, wobei er den 21. Platz im Dual Moguls errang.

## Erfolge

### Olympische Spiele
- 2002 Salt Lake City: 23. Platz Moguls

### Weltmeisterschaften
- 1999 Meiringen-Hasliberg: 9. Platz Moguls
- 2001 Whistler: 17. Platz Dual Moguls

### Weltcup-Gesamtplatzierungen
Paynter nahm an 53 Weltcups teil und erreichte acht Top-Zehn-Platzierungen.
| Saison    | Gesamt | Gesamt | Moguls | Moguls | Dual Moguls | Dual Moguls |
| Saison    | Punkte | Platz  | Punkte | Platz  | Punkte      | Platz       |
| --------- | ------ | ------ | ------ | ------ | ----------- | ----------- |
| 1995/96   | 13     | 84.    | 104    | 32.    | 44          | 24.         |
| 1998/99   | 52     | 28.    | 208    | 13.    | 48          | 18.         |
| 1999/2000 | 8      | 71.    | 32     | 40.    | 152         | 11.         |
| 2000/01   | 20     | 61.    | 80     | 31.    | –           | –           |
| 2001/02   | 12     | 76.    | 72     | 41.    | –           | –           |
| 2003/04   | 1      | 190.   | 10     | 50.    | –           | –           |

.